# أبله صغير
أبله صغير أو أبله أسخم (الاسم العلمي Anous tenuirostris)، طائر بحري من جنس خرشنة غافلة وفصيلة النورسية. أعطانه الإمارات العربية المتحدة وجزر المالديف وسريلانكا والهند، وسيشل وموريشيوس وجزر القمر وكينيا، وليبيريا.